# 饰岩报春
饰岩报春（学名：Primula petrocallis），为报春花科报春花属下的一个植物种。